# 공공데이터포털
공공데이터포털(Data Portal)은 행정안전부에서 운영하는 공공데이터 통합제공 시스템이다. 대한민국 정부가 보유한 다양한 공공데이터를 개방하여 누구나 편리하고 손쉽게 활용할 수 있게 하는 것이 목적이다. 행정안전부 공공데이터정책과에서 관련 정책을 추진하고 있다. 공공데이터포털은 《공공데이터의 제공 및 이용에 관한 법률》(2013. 10월 시행) 제 21조에 의해 대한민국 행정안전부 장관에 의해 구축 운영되고 있다.
2022년 7월 기준, 70,279개 데이터셋이의 개방되어 있다. 국가중점데이터사업을 통해 제공 되는 국가중점데이터,개방된 공공데이터를 연관관계를 통해 찾아갈수 있는 국가데이터맵,분류체계/제공기관/제공유형 별 공공데이터 개방현황 등이 제공된다. 파일 다운로드 또는 오픈API(Open API)를 통해 이용할 수 있다.

## 연혁
- 2010년 6월 공공데이터활용지원센터 설치 (한국정보화진흥원)
- 2011년 6월 공공데이터 포털 구축(www.data.go.kr)
- 2011년 7월 ~ 12월 공공데이터 포털 서비스 개시, 서울시 버스정보, 경기도 버스정보 등 13종 오픈 API 서비스 시작
- 2020년 검색기능 및 UI/UX 개선 등 공공데이터 포털 고도화

## 같이 보기
- 공공데이터
- 빅 데이터
- 통계학
- 경영통계학
- 한국정보보호진흥원
- 한국데이터베이스진흥원
- 한국BI데이터마이닝학회

## 참고 자료
- 「인문과학과 예술의 핵심 지식정보원」, 공공데이터 가공 및 구축, 한상완 저, 연세대학교출판부(2004년, 781~817p)
- 「경제의 최전선을 가다」, 문화기술, BBC 저, 리더스북(2007년, 421~499p)
- 「글로벌 스마트폰 개발전략과 시장전망」,  데이코산업연구소 저, 데이코산업연구소(2010년, 54~79p)